# Roca de San Miguel
La Roca de San Miguel es una de las rocas de las festividades del Corpus Christi de la ciudad de Valencia.

## Descripción

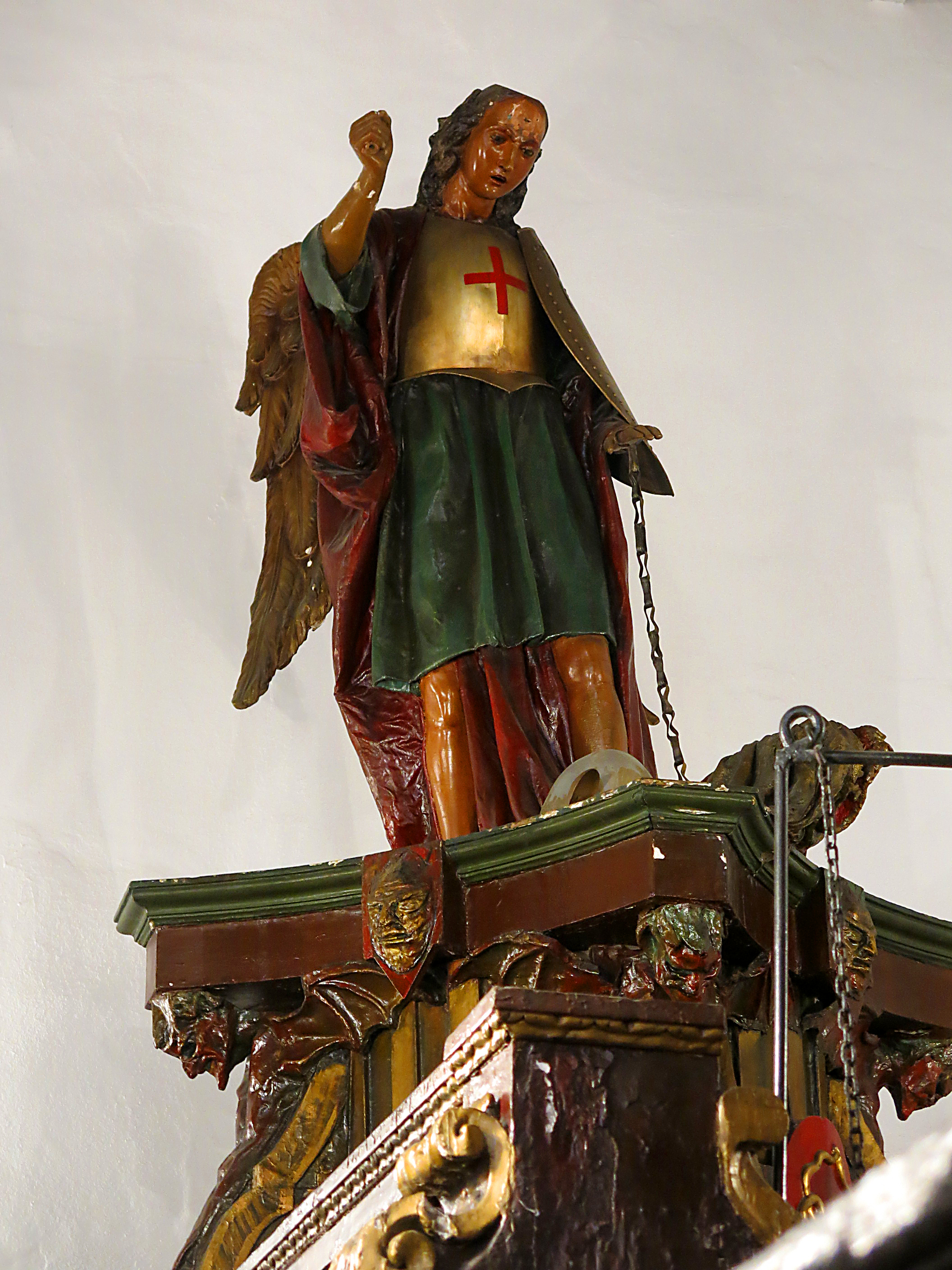
Imagen de San Miguel en la roca

La figura principal, situada como es usual en las rocas en la parte trasera, representa al Arcángel San Miguel en actitud de matar al dragón. Lleva a los lados a dos almas: una buena a la derecha y una condenada a la izquierda. La imagen del santo fue renovada en 1817. El escudo del arcángel lleva la inscripción "Q.S.D." (Quis Sicut Deus: ¿Quién como Dios?). La decoración de los lados incluye pinturas alusivas a San Miguel y elementos representativos como espadas, alfanjes, banderas, cruces, balanzas...
En la parte delantera de la roca figuran dos imágenes, una de San Elías y la otra de Júpiter con un águila.

## Historia
La fecha de construcción más aceptada es 1528, aunque también se mencionan 1525 y 1535. El nombre original de la roca era Roca del Juicio Final, cambiándose en 1542 a San Miguel. El motivo de dedicarla al arcángel fue que en el día de San Miguel (29 de septiembre) de 1238 se produjo la rendición de la ciudad de Valencia al rey Jaime I.
La historia de su conservación es bastante similar a la de las otras rocas anteriores a 1960. Sometida a una renovación en 1867 con motivo del segundo centenario de la Virgen de los Desamparados, sufrió los efectos de la riada de 1897, que comportó una rehabilitación. La instalación de los cables del tranvía eléctrico hizo que fuera reducida en altura, y nuevamente la gran riada de 1957 la dañó. La restauración terminó en 1959.
En esta roca se ejecutaba una danza de infieles o  mahometanos, a la que se conocía popularmento como "danseta dels indios".